# アーロン・ノースクラフト
アーロン・リー・ノースクラフト（Aaron Lee Northcraft, 1990年5月28日 - ）は、アメリカ合衆国・アリゾナ州ツーソン出身のプロ野球選手（投手）。右投右打。現在は、フリーエージェント（FA）。

## 経歴

### プロ入りとブレーブス傘下時代
2009年のMLBドラフト10巡目（全体298位）でアトランタ・ブレーブスから指名され、プロ入り。契約後、傘下のルーキー級ガルフ・コーストリーグ・ブレーブスでプロデビュー。11試合（先発10試合）に登板して1勝2敗、防御率4.50、31奪三振を記録した。
2010年はアパラチアンリーグのルーキー級ダンビル・ブレーブスとA級ローム・ブレーブスでプレーし、2球団合計で14試合（先発12試合）に登板して7勝4敗、防御率3.90、46奪三振を記録した。
2011年はA級ロームでプレーし、23試合（先発19試合）に登板して7勝8敗、防御率3.34、88奪三振を記録した。
2012年はA+級リンチバーグ・ヒルキャッツでプレーし、27試合に先発登板して10勝11敗、防御率3.98、160奪三振を記録した。オフの11月20日にブレーブスとメジャー契約を結び、40人枠に登録された。
2013年はAA級ミシシッピ・ブレーブスでプレーし、26試合に先発登板して8勝8敗、防御率3.42、121奪三振を記録した。オフにはアリゾナ・フォールリーグに参加し、スコッツデール・スコーピオンズに所属した。
2014年はAA級ミシシッピとAAA級グウィネット・ブレーブスでプレーし、2球団合計で26試合（先発24試合）に登板して7勝10敗、防御率4.70、113奪三振を記録した。オフにはアリゾナ・フォールリーグに2年連続で参加し、ピオリア・ハベリーナズに所属した。

### パドレス傘下時代
2014年12月19日にジェイス・ピーターソン、マックス・フリード、ダスティン・ピーターソン、マレックス・スミスとのトレードで、ジャスティン・アップトンと共にサンディエゴ・パドレスへ移籍した。
2015年2月11日にジェームズ・シールズの加入に伴ってDFAとなり、17日にマイナー契約でAAA級エルパソ・チワワズへ配属された。この年はAA級サンアントニオ・ミッションズとAAA級エルパソでプレーし、2球団合計で39試合（先発7試合）に登板して4勝6敗、防御率4.21、59奪三振を記録した。オフの11月6日にFAとなったが、2016年3月11日にマイナー契約で再契約を結んだ。
2016年もAA級サンアントニオとAAA級エルパソでプレーし、2球団合計で28試合（先発13試合）に登板して7勝3敗1セーブ、防御率4.07、73奪三振を記録した。オフの11月7日にFAとなった。

### マリナーズ傘下時代
2017年から2年間は未所属のまま過ごし、その間に右肘の手術を受けている。
2019年1月にシアトル・マリナーズとマイナー契約を結んだ。シーズンでは傘下のA-級エバレット・アクアソックス、AA級アーカンソー・トラベラーズ、AAA級タコマ・レイニアーズでプレーし、3球団合計で31試合に登板して1勝2敗4セーブ、防御率2.03、39奪三振を記録した。オフの11月4日にFAとなった。

### マーリンズ傘下時代
2019年12月18日にマイアミ・マーリンズとマイナー契約を結び、2020年のスプリングトレーニングに招待選手として参加することになった。
だが、2020年は新型コロナウイルスの影響でマイナーリーグの試合が開催されず、メジャーにも昇格しなかったため、公式戦の登板は無かった。オフの11月2日にFAとなった。

### パドレス時代
2021年2月12日にパドレスとマイナー契約を結んだ。シーズン開幕後、4月23日にメジャー契約を結んでアクティブ・ロースター入りし、翌24日のロサンゼルス・ドジャース戦でメジャーデビュー。7月9日にDFAとなり、13日に自由契約となった。

## 詳細情報

### 年度別投手成績
| 年 度    | 球 団    | 登 板 | 先 発 | 完 投 | 完 封 | 無 四 球 | 勝 利 | 敗 戦 | セ 丨 ブ | ホ 丨 ル ド | 勝 率 | 打 者 | 投 球 回 | 被 安 打 | 被 本 塁 打 | 与 四 球 | 敬 遠 | 与 死 球 | 奪 三 振 | 暴 投 | ボ 丨 ク | 失 点 | 自 責 点 | 防 御 率 | W H I P |
| -------- | -------- | ----- | ----- | ----- | ----- | -------- | ----- | ----- | -------- | ----------- | ----- | ----- | -------- | -------- | ----------- | -------- | ----- | -------- | -------- | ----- | -------- | ----- | -------- | -------- | ------- |
| 2021     | SD       | 5     | 0     | 0     | 0     | 0        | 1     | 0     | 0        | 0           | 1.000 | 34    | 8.0      | 5        | 2           | 8        | 0     | 0        | 5        | 0     | 0        | 2     | 2        | 2.25     | 1.63    |
| MLB：1年 | MLB：1年 | 5     | 0     | 0     | 0     | 0        | 1     | 0     | 0        | 0           | 1.000 | 34    | 8.0      | 5        | 2           | 8        | 0     | 0        | 5        | 0     | 0        | 2     | 2        | 2.25     | 1.63    |

### 背番号
- 43（2021年）